# Chrono champenois
Le Chrono champenois est une course cycliste contre-la-montre française disputée à Bétheny, dans le département de la Marne. Organisé par l'association Bétheny Sport Organisation, il est composé de deux épreuves, féminine et masculine.
Le Chrono champenois féminin a été créé en 1989. Jeannie Longo et Karin Thürig y détiennent le record de victoires avec 4 succès.
L'épreuve masculine a été créée en 1998. Réservée aux amateurs jusqu'en 2004, elle fait partie de l'UCI Europe Tour de 2005 à 2019, elle est maintenant à nouveau réservée aux amateurs.
L'édition 2017 est annulée.

## Parcours

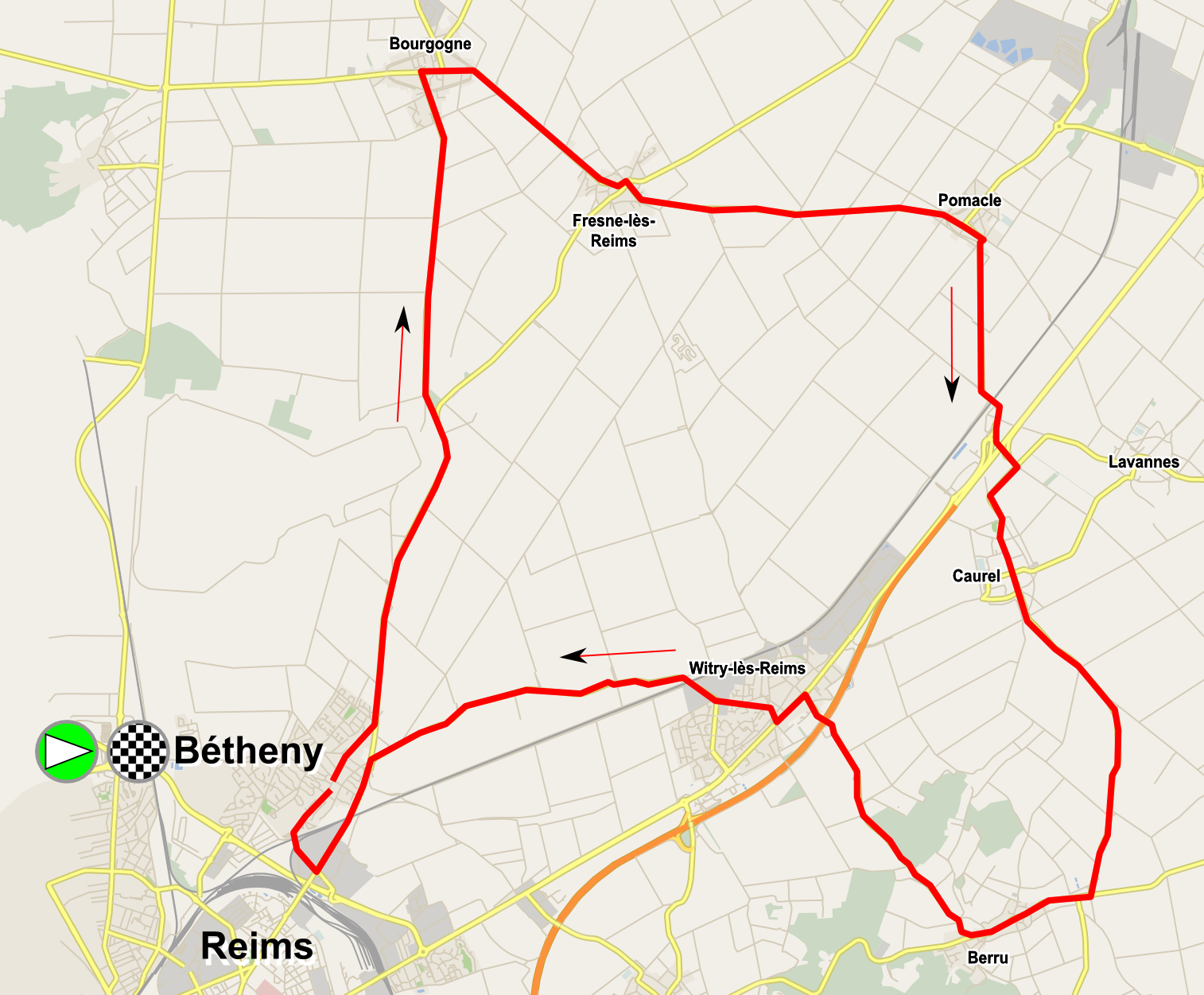
Circuit traditionnel du Chrono champenois

Le parcours est globalement plat.

## Palmarès

### Épreuve féminine
| Année            | Vainqueur              | Deuxième               | Troisième              |
| ---------------- | ---------------------- | ---------------------- | ---------------------- |
| 1989             | Nathalie Six           |                        |                        |
| 1990             | Nathalie Gendron       |                        |                        |
| 1991             | Nathalie Gendron       | Géraldine Quéniart     | Françoise Leprod'homme |
| 1992             | Jeannie Longo          | Géraldine Quéniart     | Cécile Odin            |
| 1993             | Swetlana Bubnenkowa    | Walentina Polchanowa   | Jeannie Longo          |
| 1994             | Svetlana Samokhvalova  | Swetlana Bubnenkowa    | Walentina Polchanowa   |
| 1995             | Jeannie Longo          | Lotte Bak              | Sophie Swaertvaeger    |
| 1996             | Jeannie Longo          | Alessandra Cappellotto | Gabriella Pregnolato   |
| 1997             | Alessandra Cappellotto | Zulfiya Zabirova       | Kathy Watt             |
| 1998             | Zulfiya Zabirova       | Walentina Polchanowa   | Imelda Chiappa         |
| 1999             | Jeannie Longo          | Walentina Polchanowa   | Antonella Bellutti     |
| 2000 Non disputé |                        |                        |                        |
| 2001             | Kirsty Nicole Robb     | Sara Carrigan          | Olga Zabelinskaïa      |
| 2002             | Zulfiya Zabirova       | Sara Carrigan          | Jeannie Longo          |
| 2003             | Hanka Kupfernagel      | Karin Thürig           | Zulfiya Zabirova       |
| 2004             | Karin Thürig           | Priska Doppmann        | Giovanna Troldi        |
| 2005             | Kathy Watt             | Jeannie Longo          | Wendy Houvenaghel      |
| 2006             | Karin Thürig           | Christiane Soeder      | Andrea Thürig          |
| 2007             | Karin Thürig           | Amber Neben            | Mirjam Melchers        |
| 2008             | Karin Thürig           | Loes Gunnewijk         | Amber Neben            |
| 2009             | Wendy Houvenaghel      | Julia Shaw             | Grace Verbeke          |
| 2010             | Anne Samplonius        | Judith Arndt           | Olga Zabelinskaïa      |
| 2011             | Judith Arndt           | Amber Neben            | Wendy Houvenaghel      |
| 2012             | Wendy Houvenaghel      | Carmen Small           | Olga Zabelinskaïa      |
| 2013             | Ellen van Dijk         | Carmen Small           | Shara Gillow           |
| 2014             | Hanna Solovey          | Ellen van Dijk         | Katrin Garfoot         |
| 2015             | Ann-Sophie Duyck       | Tiffany Cromwell       | Hayley Simmonds        |
| 2016             | Katrin Garfoot         | Olga Zabelinskaïa      | Ellen van Dijk         |
| 2017 Non disputé |                        |                        |                        |
| 2018             | Leah Thomas            | Olga Zabelinskaïa      | Hayley Simmonds        |
| 2019             | Vita Heine             | Mieke Kröger           | Marlen Reusser         |

### Épreuve masculine
| Année            | Vainqueur               | Deuxième                | Troisième               |
| ---------------- | ----------------------- | ----------------------- | ----------------------- |
| 1998             | László Bodrogi          | Frédéric Finot          | Stéphane Celle          |
| 1999             | Linas Balčiūnas         | David Derepas           | Peter Schep             |
| 2000 Non disputé |                         |                         |                         |
| 2001             | Steve Fogen             | Guillaume Canet         | Xavier Pache            |
| 2002             | Tomas Vaitkus           | Olivier Kaisen          | Francesco Rivera        |
| 2003             | Émilien-Benoît Bergès   | Romain Genter           | Dominique Rollin        |
| 2004             | Andrei Kunitski         | Florian Morizot         | Jeff Sherstobitoff      |
| 2005             | Mathieu Heijboer        | Stef Clement            | Alberto Kunz            |
| 2006             | Matti Helminen          | Alexandre Bespalov      | Peter Latham            |
| 2007             | Cameron Wurf            | Mateusz Taciak          | Michael Tronborg        |
| 2008             | Adriano Malori          | Andreas Henig           | Matti Helminen          |
| 2009             | Adriano Malori          | Westley Gough           | David McCann            |
| 2010             | Rasmus Christian Quaade | Matti Helminen          | Luke Durbridge          |
| 2011             | Luke Durbridge          | Rasmus Christian Quaade | Anton Vorobyev          |
| 2012             | Rohan Dennis            | Sergey Chernetskiy      | Rasmus Christian Quaade |
| 2013             | Campbell Flakemore      | Damien Howson           | Stefan Küng             |
| 2014             | Rasmus Christian Quaade | Reidar Borgersen        | Campbell Flakemore      |
| 2015             | Filippo Ganna           | Vegard Stake Laengen    | Davide Martinelli       |
| 2016             | Daniel Westmattelmann   | Reidar Borgersen        | Nathan Van Hooydonck    |
| 2017 Non disputé |                         |                         |                         |
| 2018             | Martin Toft Madsen      | Mikkel Bjerg            | Hamish Bond             |
| 2019             | Mikkel Bjerg            | Justin Wolf             | Martin Toft Madsen      |